# Homoeocera felderi
Homoeocera felderi là một loài bướm đêm thuộc phân họ Arctiinae, họ Erebidae.